# 安雅·米塔格
安雅·米塔格（德語：Anja Mittag，1985年5月16日—）是一位德国女子足球运动员，曾代表德国国家女子足球队出场，在场上司职前锋。

## 足球生涯

### 俱乐部
米塔格是在家乡的VfB开姆尼茨和开姆尼茨FC开始自己的足球生涯。随后，她又活跃于厄尔士山奥厄，直至2002年转会至德甲俱乐部波茨坦涡轮。在2003-04赛季，米塔格随波茨坦女足赢得本土联赛和杯赛的双冠王。其中在足协杯，她的入球最终将比分锁定为3比0。在接下来的赛季，波茨坦涡轮得以成功卫冕足协杯冠军，米塔格同样在以3比0战胜法兰克福女足的决赛中取得入球。而在欧洲冠军杯赛场，波茨坦也至决赛击败瑞典球队动物园岛，从而确保夺得欧洲冠军。至2005-06赛季，米塔格除了获得联赛冠军外还再次进军足协杯决赛，并连续第三次捧杯（2比0战胜法兰克福女足）。
2005-06赛季结束后，米塔格从波茨坦涡轮转会至瑞典球队QBIK，并参加了当地联赛的下半程赛事，直至2006-07赛季德甲的下半程开赛后再度重返波茨坦。她希望通过这种方式接触到不同的足球文化。然而不同于波茨坦的是，QBIK当时为瑞典女子足球联赛的保级球队，她们最终仅以领先降级区2分的优势而惊险保级。
重返波茨坦后，米塔格在接下来的两个赛季并不成功，其中在联赛连续位居第三。至2008-09赛季，她才再随波茨坦涡轮加冕德国足球冠军——她们是以1个净胜球的优势力压拜仁慕尼黑夺冠，而米塔格则以21个入球名列射手榜第二。在随后的两个赛季，波茨坦都相继顺利卫冕联赛冠军，而米塔格亦是这两个赛季的队内最佳射手。她还在2010年晋级欧洲女子冠军联赛决赛，面对法国冠军奥林匹克里昂。最终波茨坦人通过点球大战获胜——尽管米塔格将她主罚的点球射失。
2011年12月19日，米塔格与瑞典联赛俱乐部马尔默女足、即后来的洛森格德签署了一份为期两年的合同，并自2012年1月起代表新东家效力。同年3月下旬，她为新东家射入首个正式比赛入球，在对阵科帕尔贝里斯/哥德堡的瑞典超級盃中，于终场前将比分改写为决定性的2比1。在2012年4月9日的联赛第一轮，她又在客场以4比1战胜吉泰克斯的比赛中射入个人联赛首球，于第68分钟一度将比分改写为3比1。2012年7月1日（第四轮），米塔格更是在马尔默主场以7比1大胜于默奥的比赛中独中四球。凭借21个联赛入球，她在自己的首个完整瑞典赛季中成为最佳射手，也是首位获此殊荣的德国人。
在2013赛季，米塔格随马尔默加冕瑞典足球冠军，俱乐部由此成为该国仅有的纪录冠军。凭借13个入球，她与玛格雷特·劳拉·维奥斯道蒂并列射手榜第三，并以11次助攻位居助攻榜头名。在接下来的赛季，米塔格又随俱乐部提前三轮成功卫冕冠军，这主要得益于该轮在客场对阵科帕尔贝里斯/哥德堡的比赛中以3比2获胜，她本人更是贡献了2个入球。凭借全季21个入球，米塔格再度荣膺瑞典联赛最佳射手以及助攻王。2015年3月15日，米塔格随洛森格德在瑞典超级杯决赛中以1比0战胜瑞典盃得主林雪平后，赢得冠军。
2015年夏天，米塔格又转会至法甲俱乐部巴黎圣日耳曼，为期一年。至2016年夏天，米塔格决定返回德国，加盟沃尔夫斯堡。

### 国家队
米塔格曾是德国19岁以下国家女子足球队的一员，为该年龄组别青年队的历史最佳射手及出场最多球员，并且随队在2004年欧洲女子U-19足球锦标赛上夺得亚军。她还是这届赛事的最佳球员。同年，德国U19在泰国举行的U19世锦赛中夺冠，米塔格则以6个入球荣膺赛事银靴奖。
米塔格代表德国国家女子足球队的首秀是在2004年3月31日，以1比0战胜意大利的比赛中完成。然而她的第二次成年组国家队登场则等待了将近一年之久，在2005年3月11日对阵挪威的比赛中首开纪录。在2005年女足欧锦赛期间，她也入选了德国队的参赛名单。随着在决赛以3比1战胜挪威，德国队第六次加冕欧洲冠军。米塔格则参加了球队的全部五场比赛并有1球进账。
两年后，在中国举行的2007年女足世界杯上，米塔格甚至随德国队夺得世界杯冠军，但在整个赛事期间仅获得了一次6分钟的上场时间。德国队则在整个赛事中以不失1球的优异表现捧杯。这同时也是2008年夏季奥林匹克运动会的预选赛。在奥运会足球比赛期间，米塔格共出场四次。其中在对阵朝鲜的小组赛中，正是由她替补上阵后于第86分钟射入制胜球。而在季军争夺战中，德国队战胜了日本。因此米塔格便随队摘得了奥运会铜牌。此外，在2009年女足欧锦赛，米塔格也是德国实现第七次加冕欧洲冠军的阵中一员，她在赛事期间共出场两次并射入1球。经过此后一段时间的低迷表现，时任联邦主教练的西尔维娅·奈德最终于2011年5月末宣布，米塔格将不获入选德国参加2011年女足世界杯的大名单。
至2013年女足欧锦赛，米塔格得以重返国家队，并参加了赛事的全部6场比赛。其中在对阵挪威的决赛中，她于替补登场仅3分钟后的首次触球便射入制胜球，确保了德国连续六届夺得欧洲冠军。2013年10月26日，米塔格在以13比0大胜斯洛文尼亚的世界杯预选赛中首次完成帽子戏法。一个月后，即2013年11月23日，在以6比0击败斯洛伐克的世界杯预选赛中，米塔格又成为第18位实现国家队出场达到100次的德国女子足球员，并贡献了2个入球。
2015年5月24日，米塔格获西尔维娅·奈德召入出征2015年女足世界杯的德国队最终名单。在加拿大举行的赛事期间，她共出场六次及射入5球，并随队获得了第四名。而作为赛事的第三射手，她还捧得了世界杯“铜靴奖”。2016年，米塔格也入选了德国队参加2016年奥运会女足比赛的名单。她在德国队参加的全部六场比赛中皆有上阵，并在决赛以2比1战胜瑞典后赢得金牌。为此，她随队在2016年11月1日获颁银月桂叶勋章。

## 成就

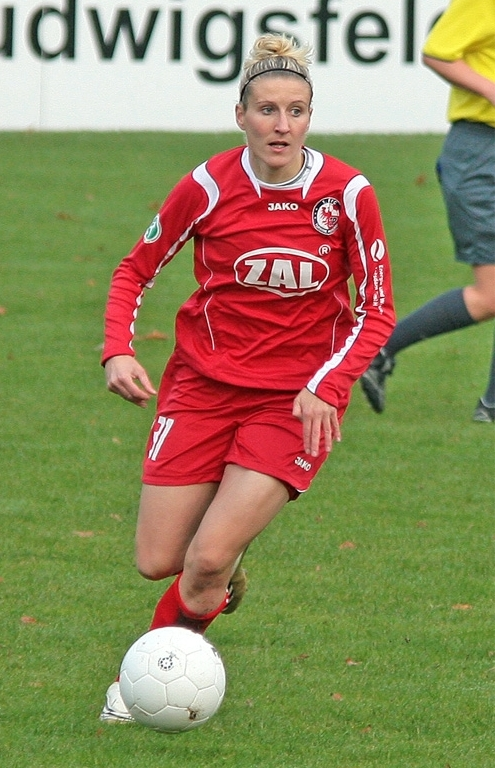
效力于波茨坦涡轮的米塔格（2008年）

### 俱乐部
- 欧洲女子冠军杯/冠军联赛冠军：2005年、2010年
- 德国足球冠军：2004年、2006年、2009年、2010年、2011年
- 德国足协杯（德语：DFB-Pokal (Frauen)）冠军：2004年、2005年、2006年
- 瑞典超級盃冠军：2012年、2015年
- 瑞典女子足球联赛（德语：Damallsvenskan）冠军：2013年、2014年

### 国家队
- 女子世界杯足球赛冠军：2007年
- 夏季奥林匹克运动会足球比赛金牌：2016年
- 欧洲女子足球锦标赛冠军：2005年、2009年、2013年
- 阿尔加夫杯冠军：2006年、2012年、2014年
- 世界女子U-19足球锦标赛冠军：2004年
- 欧洲女子U-19足球锦标赛冠军：2002年

### 个人荣誉
- 女子世界杯铜靴奖：2015年
- U-19世锦赛银靴奖：2004年
- U-19世锦赛铜球奖：2004年
- U-19欧锦赛金球奖：2004年
- 银月桂叶勋章：2016年[27]
- 弗里茨·瓦尔特奖：2005年（金奖）
- 瑞典足球小姐：2012年[28]、2014年[29]
- 瑞典女子足球联赛最佳射手（德语：Liste der Torschützenköniginnen der Damallsvenskan）：2012年、2014年